# Уотт (роман)
«Уотт» (англ. Watt) — второй опубликованный на английском языке роман Сэмюэла Беккета, ставший поворотной точкой в творчестве писателя. Книга характеризуется размытым нечётко структурированным сюжетом, языковыми экспериментами при описании (на определённом этапе), нечленораздельной абсурдной речью главного героя, обильными повторами и использованием приёмов логических шарад, чёрным юмором и философским содержанием.

## История создания
Работу над романом, во многом переломным в творчестве Беккета, писатель начал на юге Франции в Руссильоне во время нахождения в вынужденных бегах во время Второй мировой войны. Период написания книги — один из самых мрачных в жизни писателя, которая из-за его участия во французском Сопротивлении фактически висела на волоске. Книга увидела свет лишь в 1953 году.

## Персонажи
- Уотт (ключевой персонаж, слуга мистера Нотта, затем — бродяга и пациент психиатрической лечебницы)
- Нотт (таинственный хозяин, которому служит Уотт)
- Арсен (один из рассказчиков, предшественник Уотта на месте слуги господина Нотта)
- Сэм (один из рассказчиков, также пациент лечебницы, куда в конце концов попадает Уотт)
- Эрнест Луит (персонаж «вставной» истории, этнограф и шарлатан, автор исследования «Математическое чутье вест-кельтов»).

## Содержание
Роман состоит из 4 частей, хронологические связи между которыми нарушены. Формальный сюжет, довольно условный и лишённый традиционных беллетристических поворотов (любовь, предательство, поворотный в судьбе поступок), заключается в довольно монотонной истории некоего господина по имени Уотт, который поступает на услужение к господину Нотту. Во второй части романа Уотт пытается осмыслить происходящее в доме господина Нотта и свою роль в этом. У Уотта мало что получается, во время пребывания Уотта в доме господина Нотта происходит несколько странных инцидентов, а Уотту так и не удаётся узнать что-либо определённое о господине Нотте, который неизменно ускользает от сколько-нибудь осмысленной характеристики. В третьей части (рассказчиком на этот раз выступает некто Сэм) Уотт находится в приюте для умалишённых, он практически утратил дар членораздельной речи, повествование прерывается «вставными историями», не имеющими явной связи с основной канвой сюжета. В самой короткой четвёртой части книги описывается путь Уотта из дома господина Нотта на железнодорожную станцию, по прибытии на которую Уотт теряет рассудок и отправляется в психиатрическую лечебницу, в которой оказывается в третьей части.

## Темы и значение
«Уотт» является поворотной точкой в творчестве писателя и знаменует собой разрыв с ранней поэтикой, отмеченной сильнейшим влиянием Джеймса Джойса, и движение в сторону новаторских изобразительных средств, ставших фирменным знаком писателя.
«Уотт» затрагивает ставшие классическими для зрелого и позднего Беккета темы невозможности коммуникации, агностицизма, потерянности и беспомощности человека не только перед лицом вселенной, но и перед лицом глубин собственного «я». В «Уотте» отчётливо проступают юнгианские мотивы (дихотомию двух главных героев — «Уотт-Нотт» можно рассматривать как сопоставление сознания и бессознательного), а также полемика с христианским вероучением и картезианством.

Так, современный русский исследователь творчества Беккета Д. В. Токарев пишет:
«Уотт, наследник Декарта, одержим жаждой знания, он не выносит, когда вещи, имена которых были ему известны, вдруг перестают быть таковыми, теряют привычный свой облик. А именно это и происходит в доме господина Нотта; слова как бы „отклеиваются“ от предметов, и, для того чтобы присвоить объекту новое имя или вернуть ему старое, Уотту приходится выстраивать бесконечные серии предположений и допущений».
Одной из ключевых тем романа является деконструкция речи главного персонажа. Упоминавшийся выше Д. В. Токарев проводит параллель между нечленораздельным бормотанием Уотта, являющимся метафорой невозможности познания и понимания, и «заумью» русских футуристов — А. Кручёных, В. Хлебникова.
Господина Нотта можно смело считать предшественником и непосредственным предтечей Годо. Нотт непознаваем, неопределим и не поддаётся рациональному осмыслению.
В определённом смысле в противопоставлении Уотта и Нотта можно увидеть конфликт Иисуса Христа и Бога-Отца. Беккетовский рассказчик напрямую сравнивает спятившего и блуждающего по больничному парку Уотта со Спасителем:
«Лицо было залито кровью, руки тоже, а в скальпе застряли колючки. (Его тогдашнее сходство с Христом в представлении Босха, висевшим в ту пору на Трафальгарской площади, было столь разительным, что я это отметил.)» (перевод П. Молчанова).
Идея ветхозаветной жестокости Бога, его безразличия к человеку находит выражение в следующем пассаже:
«Но главными нашими друзьями были крысы, жившие за ручьем. Длинные такие, черные. Мы приносили им такие яства с нашего стола, как сырные корки и вкусные хрящики, еще мы притаскивали им птичьи яйца, лягушек и птенцов. Восприимчивые к этим знакам внимания, они сновали вокруг при нашем появлении, выказывая доверие и признательность, взбирались по нашим штанинам и повисали на груди. Тогда мы усаживались посреди них и скармливали им с рук славную жирную лягушку или дрозденка. Или же, внезапно схватив упитанного крысеныша, отдыхавшего после трапезы у нас на животе, мы отдавали его на растерзание его же мамаше, или папаше, или братцу, или сестрице, или еще какому-нибудь менее удачливому родственничку. Именно в таких случаях, решили мы после обмена мнениями, мы становились ближе к Богу» (перевод П. Молчанова).

## Издание на русском языке
- 2004 г. — книжное издание русского перевода: Сэмюэл Беккет. Уотт / Пер. с англ. П. Молчанова. — М.: Эксмо, 2004. — 416 с. ISBN 5-699-07308-6